# Episodi di Climax! (seconda stagione)
La seconda stagione della serie televisiva Climax! è andata in onda negli Stati Uniti dal 1º settembre 1955 al 27 settembre 1956 sulla CBS.
| nº | Titolo originale                      | Prima TV USA      |
| -- | ------------------------------------- | ----------------- |
| 1  | Adventures of Huckleberry Finn        | 1º settembre 1955 |
| 2  | Public Pigeon #1                      | 8 settembre 1955  |
| 3  | Silent Decision                       | 15 settembre 1955 |
| 4  | Night of Execution                    | 22 settembre 1955 |
| 5  | Sailor on Horseback                   | 29 settembre 1955 |
| 6  | Thin Air                              | 13 ottobre 1955   |
| 7  | House of Shadows                      | 20 ottobre 1955   |
| 8  | Pink Cloud                            | 27 ottobre 1955   |
| 9  | Schedule to Defraud                   | 10 novembre 1955  |
| 10 | A Promise to Murder                   | 17 novembre 1955  |
| 11 | Portrait in Celluloid                 | 24 novembre 1955  |
| 12 | A Man of Taste                        | 1º dicembre 1955  |
| 13 | The Passport                          | 8 dicembre 1955   |
| 14 | The Day They Gave Babies Away         | 22 dicembre 1955  |
| 15 | Bailout at 43,000 Feet                | 29 dicembre 1955  |
| 16 | The Prowler                           | 5 gennaio 1956    |
| 17 | The Hanging Judge                     | 12 gennaio 1956   |
| 18 | The Secret of River Lane              | 26 gennaio 1956   |
| 19 | Gamble on a Thief                     | 2 febbraio 1956   |
| 20 | The Fifth Wheel                       | 9 febbraio 1956   |
| 21 | Nightmare by Day                      | 23 febbraio 1956  |
| 22 | The Sound of Silence                  | 1º marzo 1956     |
| 23 | The Louella Parsons Story             | 8 marzo 1956      |
| 24 | Pale Horse, Pale Rider                | 22 marzo 1956     |
| 25 | An Episode of Sparrows                | 29 marzo 1956     |
| 26 | Spin Into Darkness                    | 5 aprile 1956     |
| 27 | The Lou Gehrig Story                  | 19 aprile 1956    |
| 28 | Sit Down with Death                   | 26 aprile 1956    |
| 29 | The Empty Room Blues                  | 3 maggio 1956     |
| 30 | Flame-Out in T-6                      | 17 maggio 1956    |
| 31 | The Shadow of Evil                    | 24 maggio 1956    |
| 32 | Figures in Clay                       | 31 maggio 1956    |
| 33 | Faceless Adversary                    | 7 giugno 1956     |
| 34 | To Scream at Midnight                 | 14 giugno 1956    |
| 35 | The Circular Staircase                | 21 giugno 1956    |
| 36 | A Trophy for Howard Davenport         | 28 giugno 1956    |
| 37 | Phone Call for Matthew Quade          | 5 luglio 1956     |
| 38 | Fear Is the Hunter                    | 12 luglio 1956    |
| 39 | Fury at Dawn                          | 19 luglio 1956    |
| 40 | The Man Who Lost His Head             | 26 luglio 1956    |
| 41 | Child of the Wind/Throw Away the Cane | 2 agosto 1956     |
| 42 | No Right to Kill                      | 9 agosto 1956     |
| 43 | The 78th Floor                        | 16 agosto 1956    |
| 44 | Dark Wall                             | 30 agosto 1956    |
| 45 | Bury Me Later                         | 6 settembre 1956  |
| 46 | Burst of Violence                     | 13 settembre 1956 |
| 47 | The Garsten Case                      | 20 settembre 1956 |
| 48 | The Fog                               | 27 settembre 1956 |

## Adventures of Huckleberry Finn
- Prima televisiva: 1º settembre 1955

### Trama
- Interpreti: William Lundigan (se stesso  - presentatore), Thomas Mitchell (vecchio Finn), Elizabeth Patterson (Zia Polly), John Carradine (The Duke), Walter Catlett (The Dauphin), Charles Taylor (Huckleberry Finn), Minor Watson (giudice Thatcher), Robert Hyatt (Tom Sawyer), Denise Alexander (Mary Jane Wilks), Katherine Warren (Widow Douglas), Sol Gorss (Injun Joe)

## Public Pigeon #1
- Prima televisiva: 8 settembre 1955

### Trama
- Interpreti: Jan Arvan, Mari Blanchard, Leonard Bremen, John Connors, Jimmy Cross, Brad Dexter, Ray Kellogg, William Lundigan (se stesso  - presentatore), Vicki Raaf (Rita DeLacey), Roy Rowan (narratore), Ann Rutherford (Edith Enders), Dick Ryan, Ralph Sanford, Red Skelton (Rusty Morgan), Frank Wilcox

## Silent Decision
- Prima televisiva: 15 settembre 1955

### Trama
- Interpreti: John Baragrey (Perry Bates), Katharine Bard (Lissa Janson), Betty Furness (Beth Jaynes), Franchot Tone (dottor Ken Jaynes)

## Night of Execution
- Prima televisiva: 22 settembre 1955

### Trama
- Interpreti: Nina Foch (Emily Rone), Vincent Price (Gideon Rone), Dick Foran (Robert Maxwell), Harry Bellaver (Craig), Peter J. Votrian (Keith Rone), Bart Burns (procuratore distrettuale), Kathryn Card (Mrs. Craig), Amzie Strickland (Jane)

## Sailor on Horseback
- Prima televisiva: 29 settembre 1955

### Trama
- Interpreti: Mercedes McCambridge (Charmain), Lloyd Nolan (Jack London), Mary Sinclair (Eliza)

## Thin Air
- Prima televisiva: 13 ottobre 1955

### Trama
- Interpreti: Marguerite Chapman (Wife), Pat O'Brien ( della poliziaLieutenant), Robert Sterling (Husband)

## House of Shadows
- Prima televisiva: 20 ottobre 1955

### Trama
- Interpreti: James Daly (George Norren), Jane Darwell (Mrs. Koestler), Diana Lynn (Ruth Barrows), Ernest Truex (zio William)

## Pink Cloud
- Prima televisiva: 27 ottobre 1955

### Trama
- Interpreti: Brian Donlevy (Sam Marvin), Doris Dowling (Maria), Jay C. Flippen (Joe), Sally Forrest (Jean Hamilton / Cherry Carson)

## Schedule to Defraud
- Prima televisiva: 10 novembre 1955

### Trama
- Interpreti: Marilyn Erskine (Alice James), Dennis O'Keefe (Fred Long), Phyllis Thaxter (Joan Long)

## A Promise to Murder
- Prima televisiva: 17 novembre 1955

### Trama
- Interpreti: Louis Hayward (Randy Townsend), Peter Lorre (Mr. Vorhees), Ann Harding (Lady Bertha Wetherby), William Lundigan (se stesso  - presentatore)

## Portrait in Celluloid
- Prima televisiva: 24 novembre 1955

### Trama
- Interpreti: Jack Carson (Art Shaddick), John Gallaudet, Art Gilmore (annunciatore), Kim Hunter (Barbara Williams), William Lundigan (se stesso  - presentatore), Robert F. Simon, Don Taylor (John Appleby), Audrey Totter (Edna Shaddick)

## A Man of Taste
- Prima televisiva: 1º dicembre 1955

### Trama
- Interpreti: Sally Brophy (Laurie), Mary Costa (Co-Host), Zsa Zsa Gábor (Mme. Florizel), Art Gilmore (annunciatore), John Kerr (Matt Sloane), Werner Klemperer, William Lundigan (se stesso  - presentatore), Alphonse Martell, Michael Rennie (Charles Martin Westling), Fay Roope

## The Passport
- Prima televisiva: 8 dicembre 1955

### Trama
- Interpreti: Charles Korvin (generale Steck), Viveca Lindfors (Soledad Barojo), Frank Lovejoy (Ben Dana)

## The Day They Gave Babies Away
- Prima televisiva: 22 dicembre 1955

### Trama
- Interpreti: William Lundigan (se stesso  - presentatore), Robert Bice, Gail Bonney, Terry Burnham, Jean Chandler, Bobby Clark, Mary Costa (Host), Brandon De Wilde (Robbie Eunson), Leif Erickson (Robert Eunson), Joan Evans (narratore (voice), Tiger Fafara, Mimi Gibson, Barbara Hale (Mamie Eunson), Lenore Kingston, Nolan Leary, Louise Lewis, Milton Parsons, Ralph Sanford, Elizabeth Slifer, Mary Treen, Stephen Wootton (Jimmie Eunson)

## Bailout at 43,000 Feet
- Prima televisiva: 29 dicembre 1955

### Trama
- Interpreti: William Lundigan (se stesso  - presentatore), Richard Boone (colonnello Hughes), Bart Burns, Charles Davis, Nancy Davis (Carol Peterson), Gil Frye, John Gallaudet, Art Gilmore (annunciatore), Harvey Grant, Charlton Heston (tenente Paul Peterson), William Hughes, Lee Marvin (capitano Cavallero)

## The Prowler
- Prima televisiva: 5 gennaio 1956

### Trama
- Interpreti: Wallace Ford, Cameron Mitchell, Pat O'Brien, Claire Trevor

## The Hanging Judge
- Prima televisiva: 12 gennaio 1956

### Trama
- Interpreti: John Carradine (colonnello Archer), Reginald Denny (Ronnie Pond), Tom Dillon, Alex Frazer, Art Gilmore (annunciatore), Cedric Hardwicke (Sir Francis Brittain), Lumsden Hare, Hurd Hatfield (Ted), Queenie Leonard, William Lundigan (se stesso  - presentatore), Alan Marshal (Camden), Raymond Massey (Sir George Sidney), John Williams (Sir Keith Nottingham)

## The Secret of River Lane
- Prima televisiva: 26 gennaio 1956

### Trama
- Interpreti: Beulah Bondi (Zia Caroline), Lon Chaney Jr. (Frank Wiggins), Bobby Driscoll (Gary), James Dunn (Eldon Abernathy), Dick Foran (Luke Bradshaw), Victor Jory (Sam Bellows), Gigi Perreau (Laurette Bradshaw)

## Gamble on a Thief
- Prima televisiva: 2 febbraio 1956

### Trama
- Interpreti: Macdonald Carey (Allen Moore), Phyllis Kirk (Amy Connor), Dewey Martin (Rocky Webb), Elizabeth Patterson (Jane Connor)

## The Fifth Wheel
- Prima televisiva: 9 febbraio 1956

### Trama
- Interpreti: Hume Cronyn (reverendo Mr. Muldoon), Peter Lorre (Normie), Bonita Granville (Molly), Arthur Treacher (Bishop Thornley), Buddy Baer (Moe), John Lupton (Eddie), James Gleason (reverendo Mr. McCarkle), Donald MacBride (tenente Ferguson), Bob Jellison (Friendly Frank), Thomas Browne Henry (Harrington), William Lundigan (se stesso  - presentatore)

## Nightmare by Day
- Prima televisiva: 23 febbraio 1956

### Trama
- Interpreti: Warner Anderson (David Allen), Mary Astor (Ethel Allen), Coleen Gray (Amanda Shepard), Katy Jurado (Margo Nieto), Gene Nelson (Jess Shepard)

## The Sound of Silence
- Prima televisiva: 1º marzo 1956

### Trama
- Interpreti: Dorothy Adams, Jean-Pierre Aumont (padre James Cannon), Robert Bice, Lloyd Bridges (Mark Gillis), Raymond Burr (tenente Shea), Raymond Greenleaf, William Lundigan (se stesso  - presentatore), Peter Mamakos, Michael Ross, Mary Sinclair (Maria Sanchez), Joseph Vitale

## The Louella Parsons Story
- Prima televisiva: 8 marzo 1956

### Trama
- Interpreti: Teresa Wright (Louella Parsons), Gracie Allen (se stessa), Eve Arden (se stessa), Jean-Pierre Aumont (se stesso), Lex Barker (se stesso), Joan Bennett (se stessa), Jack Benny (se stesso), Whit Bissell, Charles Boyer (se stesso), Harriett Brest, George Burns (se stesso), Eddie Cantor (se stesso), Dan Dailey (se stesso), Howard Duff (se stesso), Joan Fontaine (se stessa), Zsa Zsa Gábor (se stessa), Susan Hayward (se stessa), Jeri Lou James, Sid Kane, Ida Lupino (se stessa), Fred MacMurray (se stesso), Tyler McVey, Robert Mitchum (se stesso), Kim Novak (se stessa), Maureen O'Sullivan (se stessa), Merle Oberon (se stessa), Nestor Paiva, Marilee Phelps, Addison Richards, William Roerick, Ginger Rogers (se stessa), Gilbert Roland (se stesso), Robert Stack (se stesso), William Talman, Lana Turner (se stessa), Robert Wagner (se stesso), John Wayne (se stesso), Helene Winston

## Pale Horse, Pale Rider
- Prima televisiva: 22 marzo 1956

### Trama
- Interpreti: Lili Darvas, Charles Davis, Ralph Dumke, Dick Elliott, John Forsythe (Adam Barclay), Byron Foulger, Art Gilmore (annunciatore), William Lundigan (se stesso  - presentatore), Dorothy McGuire (Miranda), Robin Morse, Ann Rutherford (Mary Townsend)

## An Episode of Sparrows
- Prima televisiva: 29 marzo 1956

### Trama
- Interpreti: Lynn Bari (Mrs. Combie), Herbert Butterfield, Robert Carson, Brandon De Wilde (Tip Malone), Sara Haden, Kay Cousins Johnson, Jessie Royce Landis (Olivia Chesney), William Lundigan (se stesso  - presentatore), Patty McCormack (Lovejoy Mason), J. Carrol Naish (Mr. Combie), Harry Tyler, Stephen Wootton

## Spin Into Darkness
- Prima televisiva: 5 aprile 1956

### Trama
- Interpreti: Charles Drake (Mickey Wayne), Virginia Grey (Edna), Vincent Price (Casey Lodge), Ruth Roman (Suzan Wayne)

## The Lou Gehrig Story
- Prima televisiva: 19 aprile 1956

### Trama
- Interpreti: Wendell Corey (Lou Gehrig), Jean Hagen (Eleanor Gehrig), Harry Carey Jr. (Bill Dickey), James Gregory (Joe McCarthy), Harry Townes (dottor Adams), Sam Balter (Game announcer), Dizzy Dean (se stesso, filmati d'archivio), Bill Dickey (se stesso, filmati d'archivio), Lou Gehrig (se stesso, filmati d'archivio), Russell Johnson (Rusty), Joe McCarthy (se stesso, filmati d'archivio), Maidie Norman (Maggie), Babe Ruth (se stesso, filmati d'archivio)

## Sit Down with Death
- Prima televisiva: 26 aprile 1956

### Trama
- Interpreti: Ralph Bellamy (Phillip Hardecker, Sr.), Vicki Cummings (Lisa Farley), Constance Ford (Ellen MacKenzie), William Talman (Joe MacKenzie), John Williams (Harold Johnson)

## The Empty Room Blues
- Prima televisiva: 3 maggio 1956

### Trama
- Interpreti: Richard Carlyle (George Harley), Celeste Holm (Mary Miller), Gerald Mohr (Quinn), Peggy Webber (Inez Harley)

## Flame-Out in T-6
- Prima televisiva: 17 maggio 1956

### Trama
- Interpreti: Sidney Blackmer (professore Watson), Richard Carlson (colonnello Dobie), Royal Dano (sergente), Kevin McCarthy (Brooks), Shepperd Strudwick (Doc), Jack Warden (tenente Ravenna)

## The Shadow of Evil
- Prima televisiva: 24 maggio 1956

### Trama
- Interpreti: Richard Boone (David Neff), Raymond Burr (Philip Moran), Eduardo Ciannelli (Amelio), Skip Homeier (John Moran), Elizabeth Montgomery (Betsy), Jan Sterling (Dinah Lake)

## Figures in Clay
- Prima televisiva: 31 maggio 1956

### Trama
- Interpreti: Lloyd Bridges (Paul Bellamy), Henry Hull (Abel Kirsch), Georgann Johnson (Julie Bellamy), Edmond O'Brien (Leo Waldek)

## Faceless Adversary
- Prima televisiva: 7 giugno 1956

### Trama
- Interpreti: Jay C. Flippen (detective), Farley Granger (John Haywood), Peter Hansen (avvocato), Phyllis Kirk (Barbara Phillips)

## To Scream at Midnight
- Prima televisiva: 14 giugno 1956

### Trama
- Interpreti: Richard Jaeckel (Hordan), Diana Lynn (Hilde Fraser), Dewey Martin (Emmett Shore), Karen Sharpe (Peggy Walsh)

## The Circular Staircase
- Prima televisiva: 21 giugno 1956

### Trama
- Interpreti: Judith Anderson (Rachel), Kathleen Crowley (Louise), Kevin McCarthy (Halsey), Rhys Williams (tenente Jamison)

## A Trophy for Howard Davenport
- Prima televisiva: 28 giugno 1956

### Trama
- Interpreti: Billy Chapin (Billy), Gale Gordon (dottor Raymond Forrest), Ruth Hussey (Martha), Dennis O'Keefe (Howard Davenport)

## Phone Call for Matthew Quade
- Prima televisiva: 5 luglio 1956

### Trama
- Interpreti: Mary Astor (Martha), Arthur Franz (Walt), Mona Freeman (Polly), Everett Sloane (Matthew Quade)

## Fear Is the Hunter
- Prima televisiva: 12 luglio 1956

### Trama
- Interpreti: Anne Bancroft (Audrey), Steve Cochran (Jack Rice), Albert Dekker (Brewster)

## Fury at Dawn
- Prima televisiva: 19 luglio 1956

### Trama
- Interpreti: Mary Anderson (Babs Wienecke), Howard Duff (dottor John C. Clark), Marilyn Erskine (Meg McIntyre), John Hudson (dottor John Wienecke), Henry Jones (dottor Barney O'Keefe), Jeff Morrow (dottor Alvin C. Graves)

## The Man Who Lost His Head
- Prima televisiva: 26 luglio 1956

### Trama
- Interpreti: John Ericson (William Herrick), Cedric Hardwicke (Clifton Lattimer), Peter Lorre (Mr. Ho), Debra Paget (Maria)

## Child of the Wind/Throw Away the Cane
- Prima televisiva: 2 agosto 1956

### Trama
- Interpreti: Eduardo Ciannelli (Giulio (segmento "Throw Away the Cane"), Sally Forrest (Myra (segmento "Throw Away the Cane"), Beverly Garland (Jean (segmento "Throw Away the Cane"), John Kerr (Danny Barron / Steve Barron (segmento "Throw Away the Cane"), Susan Kohner (segmento "Child of the Wind"), Agnes Moorehead (segmento "Child of the Wind"), Onslow Stevens (Segment 'Child of the Wind'), Marshall Thompson (segmento "Child of the Wind"), Harry Townes (Joe Barron (segmento "Throw Away the Cane"), June Walker (Mrs. Barron (segmento "Throw Away the Cane")

## No Right to Kill
- Prima televisiva: 9 agosto 1956

### Trama
- Interpreti: John Cassavetes (McCloud), Robert H. Harris (Porfear), Joe Mantell (Angelo), Terry Moore (Lisa)

## The 78th Floor
- Prima televisiva: 16 agosto 1956

### Trama
- Interpreti: Scott Brady (Johnny Stanton), Pat Crowley (Sue Martin), Rosemary DeCamp (Eleanor Farrington), Otto Kruger (Walter Farrington)

## Dark Wall
- Prima televisiva: 30 agosto 1956

### Trama
- Interpreti: Shepperd Strudwick (dottor Giffin), William Talman (Stan), Harry Townes (reverendo Muir), Shelley Winters (Margaret Corey / Ethel / Lillian / Ann)

## Bury Me Later
- Prima televisiva: 6 settembre 1956

### Trama
- Interpreti: Boris Karloff (Vicar), Angela Lansbury (Justina), Sean McClory (Mark Yorke), Torin Thatcher (John Philippson)

## Burst of Violence
- Prima televisiva: 13 settembre 1956

### Trama
- Interpreti: Eddie Albert (Gabe Douglas), John Baragrey (Floyd), Malcolm Brodrick (Andy), Betsy Palmer (Elizabeth)

## The Garsten Case
- Prima televisiva: 20 settembre 1956

### Trama
- Interpreti: Warner Anderson (Fleet), Morris Ankrum, Richard Baines, Gage Clarke, Judith Evelyn (Susan Garsten), William Lundigan (se stesso  - presentatore), Charles Meredith, Hayden Rorke, Everett Sloane (dottor Emil Garsten), Audrey Totter (dottor Helen Koenig)

## The Fog
- Prima televisiva: 27 settembre 1956

### Trama
- Interpreti: Ralph Bellamy (Hap Kennelly), Wallace Ford (dottor Karl Wexdig), Mona Freeman (Helen), Beverly Garland (Shirley Connors), Hurd Hatfield (Paul Randolph), John Qualen (Geist), James Whitmore (Stash Prohaska)